# 迪涅站
迪涅站是法国的一个铁路车站，位于法国东南部城市，上普罗旺斯阿尔卑斯省的省会迪涅莱班。

## 位置
迪涅站位于迪涅莱班市区的西北部，是一个尽头式车站，列车只能从西侧进出，东侧则通过皮埃尔·瑟马尔路（Rue Pierre Semard）连接迪涅莱班市区。迪涅站分为准轨场和米轨场两个部分，其中准轨场位于皮埃尔·瑟马尔路南侧，站房开口朝北，隶属于SNCF，已于1989年废弃；米轨场位于皮埃尔·瑟马尔路北侧，站房开口朝南，现由普罗旺斯铁路公司（CP）运营，不与法国国家铁路网连通。

## 车站历史
迪涅站最初建于1876年，与圣奥邦－迪涅铁路同时投入使用，由当时的巴黎-里昂-地中海铁路公司运营，后者于1938年被SNCF收购。
1911年，普罗旺斯铁路公司建成了尼斯－迪涅铁路（米轨），其终点站设于迪涅站北侧。由于铁路宽度标准不同，故该铁路没有与法国国家铁路网连通。
1988年，原迪涅更名为迪涅莱班（Digne-les-Bains），但迪涅站依旧保留原有名称并使用至今。
1989年，圣奥邦－迪涅铁路被废弃，迪涅站的准轨场也因此关闭，但其站房所有者依旧属于SNCF。

## 停靠线路
以下列车线路在迪涅站停靠：
| 迪涅站列车线路表 |       |          |          |             |
| 线路             | 车种  | 上一站   | 下一站   | 运行频率    |
| 尼斯—迪涅        | Train | 菲勒奥湖 | （终点） | 每天4班往返 |

## 大巴车
迪涅站对应的大巴车上下车地点位于车站前方的道路上。
上普罗旺斯阿尔卑斯省政府下属的客运公司提供前往穆斯蒂耶圣玛丽、巴尔瑟洛内特、拉雅维耶、尚普泰尔谢等地的大巴车线路，其中部分线路需要前往迪涅莱班市区内乘坐。
普罗旺斯客运公司（LER）提供前往沙托阿尔努圣奥邦、加普、马赛、普罗旺斯艾克斯、马赛普罗旺斯机场、尼斯、格勒诺布尔等地的大巴车。
此外，当铁路线施工或罢工时，普罗旺斯铁路公司可能也会提供途径该线路沿途站点的大巴车。

## 市内交通
迪涅站对应的公交车站名称为"Gare Chemin de fer de Provence"，停靠该站的公交线路包括迪涅莱班公交3路和4路。

## 临近车站
| 迪涅站（Gare de Digne） |                            |          |
| 上行车站                | 线路                       | 下行车站 |
| 尚普泰尔谢站            | 圣奥班－迪涅铁路           | （终点） |
| 菲勒奥湖站              | 尼斯－迪涅铁路（米轨铁路） | （终点） |

- 注：划线的为已关闭的线路及车站